# Night Visions
Night Visions – debiutancki album studyjny amerykańskiego zespołu Imagine Dragons. Został on wydany 4 września 2012 roku przez wytwórnię Interscope Records, należącą do Universal Music Group. 12 lutego 2013 roku wydano rozszerzoną wersję albumu, zawierającą o trzy piosenki więcej niż pierwsze wydanie. Nagrania trwały od 2010 do 2012 roku. W pracach uczestniczyli brytyjski producent muzyczny Alex da Kid, amerykański muzyk Brandon Darner oraz producent Joe LaPorta.
Album zadebiutował na drugim miejscu zestawienia Billboard 200, osiągając w Stanach Zjednoczonych około 83 tysięcy sprzedanych egzemplarzy w ciągu pierwszego tygodnia. W kolejnych miesiącach płyta uzyskała status podwójnej platyny. Album uzyskał również najwyższą pozycję w notowaniach Billboard Alternative Albums oraz Billboard Rock Albums, a także miejsce wśród dziesięciu najlepiej sprzedawanych płyt w Australii, Austrii, Kanadzie, Niemczech, Irlandii, Meksyku, Holandii, Nowej Zelandii, Norwegii, Portugalii, Polsce, Szwecji, Szwajcarii i Wielkiej Brytanii.

## Lista utworów
| Wydanie standardowe – 2012 | Wydanie standardowe – 2012                              | Wydanie standardowe – 2012 |
| Nr                         | Tytuł utworu                                            | Długość                    |
| -------------------------- | ------------------------------------------------------- | -------------------------- |
| 1.                         | „Radioactive” (Grant, McKee, Mosser, Reynolds, Sermon)  | 3:06                       |
| 2.                         | „Tiptoe” (McKee, Reynolds, Sermon)                      | 3:14                       |
| 3.                         | „It's Time” (McKee, Reynolds, Sermon)                   | 4:00                       |
| 4.                         | „Demons” (Grant, McKee, Mosser, Reynolds, Sermon)       | 2:57                       |
| 5.                         | „On Top of the World” (Grant, McKee, Reynolds, Sermon)  | 3:12                       |
| 6.                         | „Amsterdam” (McKee, Reynolds, Sermon)                   | 4:01                       |
| 7.                         | „Hear Me” (McKee, Reynolds, Sermon)                     | 3:55                       |
| 8.                         | „Every Night” (McKee, Reynolds, Sermon)                 | 3:37                       |
| 9.                         | „Bleeding Out” (Grant, McKee, Mosser, Reynolds, Sermon) | 3:43                       |
| 10.                        | „Underdog” (McKee, Reynolds, Sermon)                    | 3:29                       |
| 11.                        | „Nothing Left to Say” (McKee, Reynolds, Sermon)         | 8:59                       |
|                            |                                                         | 44:13                      |

| Wersja iTunes | Wersja iTunes                           | Wersja iTunes |
| Nr            | Tytuł utworu                            | Długość       |
| ------------- | --------------------------------------- | ------------- |
| 1.            | „Radioactive”                           | 3:06          |
| 2.            | „Tiptoe”                                | 3:14          |
| 3.            | „It's Time”                             | 4:00          |
| 4.            | „Demons”                                | 2:57          |
| 5.            | „On Top of the World”                   | 3:12          |
| 6.            | „Amsterdam”                             | 4:01          |
| 7.            | „Hear Me”                               | 3:55          |
| 8.            | „Every Night”                           | 3:37          |
| 9.            | „Bleeding Out”                          | 3:43          |
| 10.           | „Underdog”                              | 3:29          |
| 11.           | „Nothing Left to Say”                   | 8:59          |
| 12.           | „Working Man” (McKee, Reynolds, Sermon) | 3:55          |
| 13.           | „Fallen” (McKee, Reynolds, Sermon)      | 2:59          |
|               |                                         | 51:07         |

| Wersja Spotify | Wersja Spotify                                                      | Wersja Spotify |
| Nr             | Tytuł utworu                                                        | Długość        |
| -------------- | ------------------------------------------------------------------- | -------------- |
| 1.             | „Radioactive”                                                       | 3:06           |
| 2.             | „Tiptoe”                                                            | 3:14           |
| 3.             | „It's Time”                                                         | 4:00           |
| 4.             | „Demons”                                                            | 2:57           |
| 5.             | „On Top of the World”                                               | 3:12           |
| 6.             | „Amsterdam”                                                         | 4:01           |
| 7.             | „Hear Me”                                                           | 3:55           |
| 8.             | „Every Night”                                                       | 3:37           |
| 9.             | „Bleeding Out”                                                      | 3:43           |
| 10.            | „Underdog”                                                          | 3:29           |
| 11.            | „Nothing Left to Say”                                               | 8:59           |
| 12.            | „Cha Ching (Till We Grow Older)” (Holgate, McKee, Reynolds, Sermon) | 4:09           |
|                |                                                                     | 48:22          |

| Wersja Best Buy | Wersja Best Buy                       | Wersja Best Buy |
| Nr              | Tytuł utworu                          | Długość         |
| --------------- | ------------------------------------- | --------------- |
| 1.              | „Radioactive”                         | 3:06            |
| 2.              | „Tiptoe”                              | 3:14            |
| 3.              | „It's Time”                           | 4:00            |
| 4.              | „Demons”                              | 2:57            |
| 5.              | „On Top of the World”                 | 3:12            |
| 6.              | „Amsterdam”                           | 4:01            |
| 7.              | „Hear Me”                             | 3:55            |
| 8.              | „Every Night”                         | 3:37            |
| 9.              | „Bleeding Out”                        | 3:43            |
| 10.             | „Underdog”                            | 3:29            |
| 11.             | „Nothing Left to Say”                 | 8:59            |
| 12.             | „Selene” (McKee, Reynolds, Sermon)    | 4:09            |
| 13.             | „The River” (McKee, Reynolds, Sermon) | 3:25            |
|                 |                                       | 51:47           |

| Wersja Target | Wersja Target                                      | Wersja Target |
| Nr            | Tytuł utworu                                       | Długość       |
| ------------- | -------------------------------------------------- | ------------- |
| 1.            | „Radioactive”                                      | 3:06          |
| 2.            | „Tiptoe”                                           | 3:14          |
| 3.            | „It's Time”                                        | 4:00          |
| 4.            | „Demons”                                           | 2:57          |
| 5.            | „On Top of the World”                              | 3:12          |
| 6.            | „Amsterdam”                                        | 4:01          |
| 7.            | „Hear Me”                                          | 3:55          |
| 8.            | „Every Night”                                      | 3:37          |
| 9.            | „Bleeding Out”                                     | 3:43          |
| 10.           | „Underdog”                                         | 3:29          |
| 11.           | „Nothing Left to Say”                              | 8:59          |
| 12.           | „My Fault” (Grant, McKee, Reynolds, Sermon)        | 2:57          |
| 13.           | „Round and Round” (Grant, McKee, Reynolds, Sermon) | 3:17          |
| 14.           | „The River”                                        | 3:25          |
| 15.           | „America” (McKee, Reynolds, Sermon)                | 4:33          |
| 16.           | „Selene”                                           | 4:02          |
| 17.           | „Cover Up” (McKee, Reynolds, Sermon)               | 4:20          |
| 18.           | „I Don't Mind” (McKee, Reynolds, Sermon)           | 3:18          |
|               |                                                    | 1:10:05       |

| Wydanie Deluxe – 2013 | Wydanie Deluxe – 2013 | Wydanie Deluxe – 2013 |
| Nr                    | Tytuł utworu          | Długość               |
| --------------------- | --------------------- | --------------------- |
| 1.                    | „Radioactive”         | 3:06                  |
| 2.                    | „Tiptoe”              | 3:14                  |
| 3.                    | „It's Time”           | 4:00                  |
| 4.                    | „Demons”              | 2:57                  |
| 5.                    | „On Top of the World” | 3:12                  |
| 6.                    | „Amsterdam”           | 4:01                  |
| 7.                    | „Hear Me”             | 3:55                  |
| 8.                    | „Every Night”         | 3:37                  |
| 9.                    | „Bleeding Out”        | 3:43                  |
| 10.                   | „Underdog”            | 3:29                  |
| 11.                   | „Nothing Left to Say” | 8:59                  |
| 12.                   | „Working Man”         | 3:55                  |
| 13.                   | „Fallen”              | 2:59                  |
| 14.                   | „My Fault”            | 2:57                  |
| 15.                   | „Round and Round”     | 3:18                  |
| 16.                   | „The River”           | 3:25                  |
| 17.                   | „America”             | 4:34                  |
| 18.                   | „Selene”              | 4:01                  |
|                       |                       | 1:09:22               |

## Twórcy
Członkowie zespołu
- Dan Reynolds - wokal
- Ben McKee - bas
- Daniel Platzman - perkusja, altówka
- Daniel Wayne Sermon - gitara

Pozostali twórcy
| - Will Brierre - miksowanie - Adam Brill - planowanie - J. Browz - gitara basowa - Brandon Darner - produkcja - Mark Everton Gray - inżynieria - Rob Katz - inżynieria - Alex da Kid - kompozytor, produkcja, miksowanie - Joe LaPorta - nadzór - Manny Maroquin - miksowanie - Josh Mosser - kompozytor, inżynieria, miksowanie | - Mark Needham - miksowanie - Mac Reynolds - kierownictwo - Robert Reynolds - doradztwo - Robert Root - inżynieria - Hillary Siskind - reklama - Harper Smith - zdjęcia - Evgenij Soloviev - projekt okładki - Charlie Stavish - inżynieria - Jonathan Vears - gitara - James Whitting - planowanie |

## Notowania i certyfikaty
| Lista                                            | Najwyższa pozycja |
| ------------------------------------------------ | ----------------- |
| Australia (ARIA Charts)                          | 4                 |
| Austria (Ö3 Austria)                             | 8                 |
| Belgia (Ultratop Flandria)                       | 31                |
| Belgia (Ultratop Walonia)                        | 25                |
| Dania (Tracklisten)                              | 22                |
| Finlandia (Suomen virallinen lista)              | 24                |
| Francja (SNEP)                                   | 15                |
| Hiszpania (PROMUSICAE)                           | 19                |
| Holandia (MegaCharts)                            | 3                 |
| Kanada (Billboard Canadian Albums)               | 3                 |
| Niemcy (Media Control Charts)                    | 6                 |
| Norwegia (VG-Lista)                              | 3                 |
| Nowa Zelandia (RIANZ)                            | 5                 |
| Polska (OLiS)                                    | 44                |
| Portugalia (AFP)                                 | 5                 |
| Stany Zjednoczone (Billboard 200)                | 2                 |
| Stany Zjednoczone (Billboard Alternative Albums) | 1                 |
| Stany Zjednoczone (Billboard Digital Albums)     | 1                 |
| Stany Zjednoczone (Billboard Top Rock Albums)    | 1                 |
| Stany Zjednoczone (Billboard Tastemaker Albums)  | 5                 |
| Stany Zjednoczone (Billboard Top Album Sales)    | 2                 |
| Szwajcaria (Schweizer Hitparade)                 | 9                 |
| Szwecja (Sverigetopplistan)                      | 7                 |
| Wielka Brytania (UK Albums Chart)                | 2                 |
| Włochy (FIMI)                                    | 18                |

| Państwo                      | Status              |
| ---------------------------- | ------------------- |
| Australia (ARIA)             | platynowa płyta     |
| Austria (IFPI)               | 2 x platynowa płyta |
| Brazylia (Pro-Música Brasil) | złota płyta         |
| Dania (IFPI)                 | platynowa płyta     |
| Kanada (Music Canada)        | 3 x platynowa płyta |
| Francja (SNEP)               | platynowa płyta     |
| Meksyk (AMPROFON)            | 2 x platynowa płyta |
| Niemcy (BVMI)                | platynowa płyta     |
| Nowa Zelandia (RMNZ)         | platynowa płyta     |
| Polska (ZPAV)                | platynowa płyta     |
| Portugalia (AFP)             | platynowa płyta     |
| Stany Zjednoczone (RIAA)     | 2 x platynowa płyta |
| Węgry (MAHASZ)               | platynowa płyta     |
| Wielka Brytania (BPI)        | platynowa płyta     |
| Włochy (FIMI)                | złota płyta         |

## Single
- It's Time — 12 marca 2011[52]
- Radioactive - 14 lutego 2012[53]
- Amsterdam - 4 września 2012[54]
- Hear Me - 24 listopada 2012[55]
- Round and Round - 17 grudnia 2012[56]
- On Top of the World - 28 marca 2013[57]
- Demons - 22 października 2013[58]